# Rolette
Rolette è un centro abitato (city) degli Stati Uniti d'America, situato nella Contea di Rolette, nello Stato del Dakota del Nord. Nel censimento del 2000 la popolazione era di 538 abitanti. La città è stata fondata nel 1905.

## Geografia fisica
Secondo i rilevamenti dell'United States Census Bureau, la località di Rolette si estende su una superficie di 2,60 km², tutti occupati da terre.

## Popolazione
Secondo il censimento del 2000, a Rolette vivevano 538 persone, ed erano presenti 140 gruppi familiari. La densità di popolazione era di 207 ab./km². Nel territorio comunale si trovavano 286 unità edificate. Per quanto riguarda la composizione etnica degli abitanti, il 75,46% era bianco, il 21,00% era nativo e il 3,53% apparteneva a due o più razze.
Per quanto riguarda la suddivisione della popolazione in fasce d'età, il 20,6% era al di sotto dei 18, il 6,9% fra i 18 e i 24, il 20,8% fra i 25 e i 44, il 22,7% fra i 45 e i 64, mentre infine il 29,0% era al di sopra dei 65 anni di età. L'età media della popolazione era di 46 anni. Per ogni 100 donne residenti vivevano 94,2 maschi.